# Christian Reinaudo
Christian Reinaudo, né le 7 mai 1954 à Avignon (Vaucluse), est un homme d'affaires français, président-directeur général de la société Agfa-Gevaert et membre du comité exécutif du groupe.

## Biographie
Christian Reinaudo, est diplômé de la 92e promotion de l’ESPCI ParisTech en 1977 et titulaire d'un doctorat de l'université Pierre-et-Marie-Curie.
Il commence sa carrière chez Alcatel en 1978 et en devient membre du comité exécutif en 2000. Il dirige successivement les activités de développement de fibres optiques monomodes, les activités de réseaux sous-marins de 1996 à 1999, l'ensemble des activités optiques de 1999 à 2003, puis les opérations Asie-Pacifique de 2003 à 2006 avant d'être nommé responsable de la zone Europe et Nord et vice-président exécutif d'Alcatel-Lucent jusqu'en novembre 2007, date à laquelle il quitte le groupe . 
Il est nommé président-directeur général de la société Agfa HealthCare en janvier 2008 puis prend la direction du groupe Agfa-Gevaert en avril 2010.